# Victor Banks
Pour les articles homonymes, voir Banks.
Victor Banks, né le 8 novembre 1947 à Anguilla, est un homme politique britannique d'Anguilla. Il est le chef du gouvernement de son île entre 2015 et 2020.

## Biographie
Victor Banks est né dans une famille de six enfants et grandit à The Valley. Il est d'abord enseignant au Valley Secondary School de 1964 à 1968. Il suit ensuite des études à l'Université des Îles Vierges où il obtient un BA in social sciences en 1972, puis obtient un master en Science politiques à la New School for Social Research de New York.
Il est élu pour la première fois en 1981, sous l'étiquette de l'Alliance nationale d'Anguilla. à l'Assemblée d'Anguilla. Il devient alors ministre des Services sociaux au sein du gouvernement de Ronald Webster. Il a alors un rôle majeur pour la mise en place du système anguillais de Sécurité sociale. En 1984, peu avant les élections de 1984, il devient membre du Parti démocratique d'Anguilla et perd alors son siège de député.
Grâce à une élection partielle en 1985, il redevient député, sous l'étiquette du Parti démocratique d'Anguilla et le reste jusqu'en 2010. En 1994, il devient ministre dans les gouvernements d'Hubert Hughes puis d'Osbourne Fleming en ayant la responsabilité des portefeuilles financiers et économiques, notamment le tourisme à partir de 2005. En se retirant de la vie politique peu avant les élections de 2010, Osbourne Fleming lui demande de le remplacer comme leader du Front uni d'Anguilla, mais il perd son siège de député et doit quitter le gouvernement.
À la tête du Front uni d'Anguilla, il remporte les élections législatives du 22 avril 2015 et succède le lendemain à Hubert Hughes comme ministre en chef d'Anguilla. Il est battu lors des élections du 29 juin 2020 et remplacé par Ellis Webster.